# Iberism

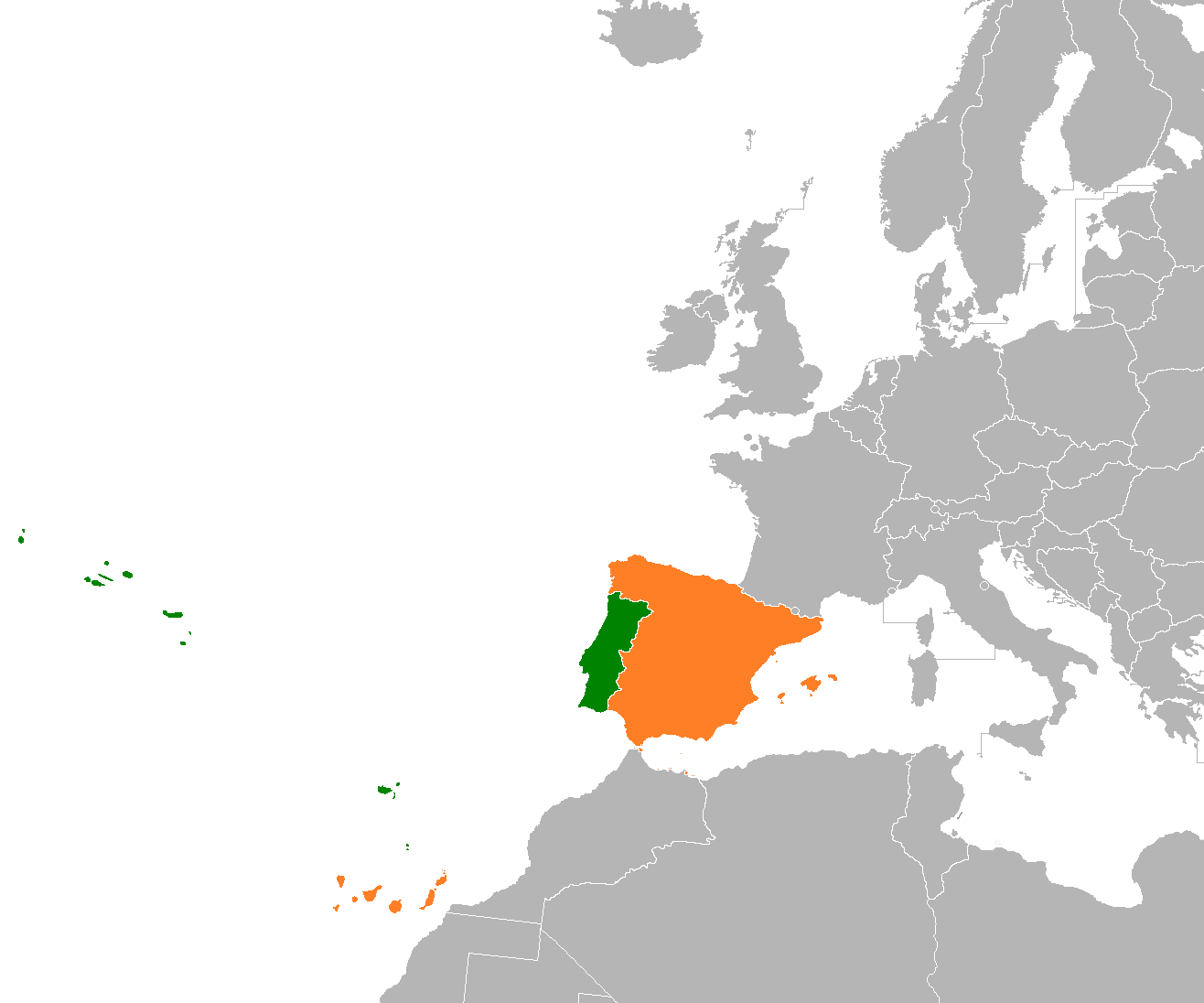
Portugals och Spaniens läge i Europa. Republiken Portugal visas i grönt och kungariket Spanien i orange.

Iberism (aragonska, baskiska, galiciska, portugisiska och spanska: Iberismo; asturiska: Iberismu; katalanska och occitanska: Iberisme) är en pannationalistisk ideologi som stöder ett politiskt enande av den iberiska halvön. Ideologin omfattar mestadels Andorra, Portugal och Spanien, men kan också inkludera Gibraltar och franska territorier som norra Katalonien och franska Baskien.

## Definition och historik
Inom spanskan används termerna iberismo och paniberismo. Skillnaden är att iberism enbart berör iberiska halvön, medan pan-iberism även kan inkludera territorier som historiskt sett har kopplats till de två huvudsakliga iberiska kulturerna: den spanska och den portugisiska. Paniberismo-rörelsen är således relevant för en stor del av Nord- och Sydamerika, samt territorier i Afrika och Asien.
Ideologin har sitt ursprung under 1800-talet, då den främst stöttades av republikanska och socialistiska rörelser i Spanien och Portugal; dessa var samtida med andra nationalistiska rörelser som runt Italiens och Tysklands enande.
Ideologin konkurrerar med andra nationella narrativ inom de två länderna, och särskilt i Portugal förstås iberism som en rörelse som motsäger sig portugisisk självständighet. 1560–1640 var Portugal del av Spanien, och Portugals självständighet den gången återvanns samtidigt som Katalonien försökte göra sig fritt från Spanien under Skördekarlarnas krig. Författaren Sérgio Campos Matos har särskiljt politisk iberism från kulturell iberism och ekonomisk iberism.
En undersökning från 2009 visade att 30,3 % av de spanska undersökningsdeltagarna skulle stödja en federation, en siffra som motsvarades av 39,9 % från de portugisiska deltagarna. Siffrorna steg till 31 respektive 45 procent 2010. En annan undersökning från 2011, gjord av det spanska universitetet i Salamanca och i vilken 1741 personer deltog, visade att 39,8 % av de spanska undersökningsdeltagarna och 46,1 % av de portugisiska deltagarna stödde en federation mellan de två länderna.